# Liste von Stiftungen, deren Stifter die Freie und Hansestadt Hamburg ist oder war
Die Liste von Stiftungen, deren Stifter die Freie und Hansestadt Hamburg ist oder war, nennt aktive und inaktive Einrichtungen. 
Sie umfasst Stiftungen, deren ausschließlicher Stifter die Stadt Hamburg ist oder war und solche, die außer Hamburg noch andere Stifter aufweisen beziehungsweise aufwiesen. 

## Stiftungen, deren Stifter die Stadt Hamburg ist oder war
Die Stadt Hamburg ist oder war Stifter nachstehender Stiftungen:  
- Flutopfer-Stiftung von 1962
- Forschungsstelle für Zeitgeschichte in Hamburg
- Franz W. Haller-Stiftung
- Hamburger Klimaschutzstiftung
- Hamburger Stiftung Hilfe für NS-Verfolgte
- Hamburger Stiftung Rehabilitation und Integration
- Innovationsstiftung Hamburg
- Institut für Friedensforschung und Sicherheitspolitik an der Universität Hamburg
- Institut für die Geschichte der deutschen Juden
- Johann Daniel Lawaetz-Stiftung
- Jubiläumsstiftung für Altenheime
- Stiftung Denkmalpflege Hamburg
- Stiftung Hamburger Admiralität
- Stiftung für das Johanneum in Hamburg.

## Stiftungen, die außer Hamburg noch andere Stifter aufweisen beziehungsweise aufwiesen
Folgende Stiftungen weisen beziehungsweise wiesen außer Hamburg noch andere Stifter auf: 
- Forschungsstelle Osteuropa
- German Institute of Global and Area Studies
- Stiftung zur Schuldenregulierung bei Straffälligen
- Stiftung Wasserkunst Elbinsel Kaltehofe.